# 寺田竹雄

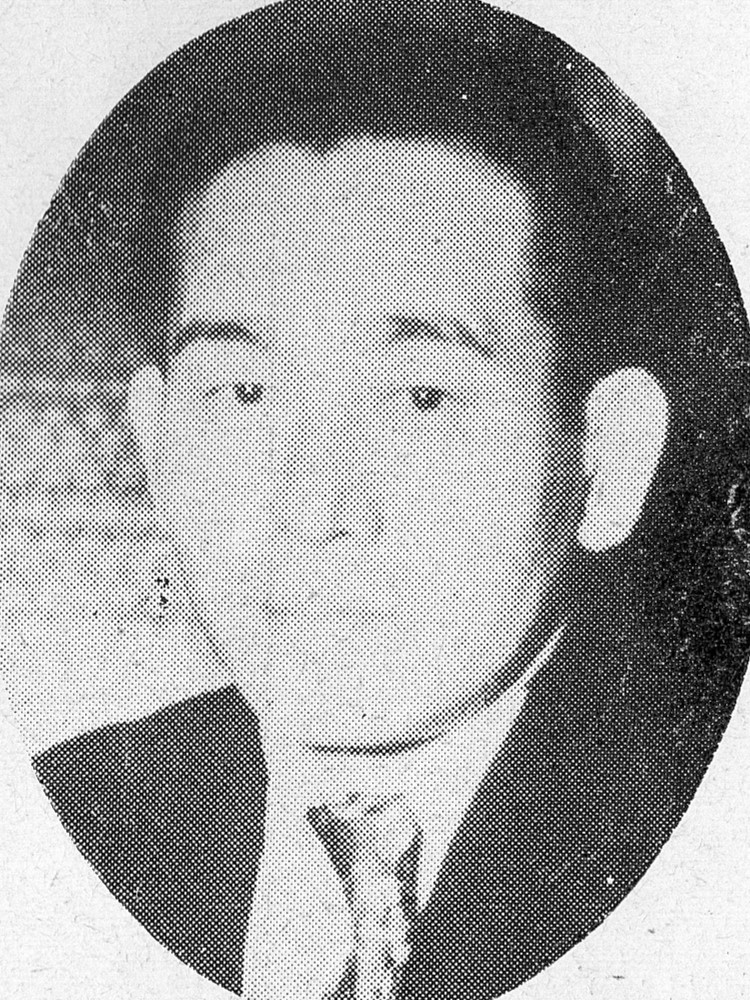
寺田竹雄

寺田 竹雄（てらだ たけお、1908年〈明治41年〉4月27日 - 1993年〈平成5年〉9月10日）は、洋画家。日本芸術院会員。

## 経歴
福岡県糸島郡北崎村畠中（現・福岡市西区宮浦）に生まれる。福岡県立中学修猷館に進むが2年で中退し、1922年、14歳で渡米。苦学しながら、カリフォルニア州のチコ・ハイスクールを卒業し、1928年、カリフォルニア大学文学部に入学するが、同大学系のカリフォルニア美術専門学校（現・サンフランシスコ美術大学）に特等優待生として学ぶ。同校では、日比松三郎に学び、ヘンリー杉本、野田英夫らと交友している。
1931年に卒業後、アート・センター美術協会会員、1932年、サンフランシスコ美術協会会員、1933年、ロスアンゼルス美術協会会員となる。同年から翌年にかけて、米国政府の公共事業促進局（WPA）からの依頼で、サンフランシスコのコイトタワー内に、フレスコ壁画『野外スポーツ』を描く。1934年、カリフォルニア州壁画家協会の設立に会員として参加。1935年、米国政府の依頼でカリフォルニア州サンタクララ郵便局内に壁画を制作し、同年10月帰国。
1936年、第23回二科会展に『アメリカ風景』を出品し初入選。以後同展に出品を重ね、1938年、第25回展に『見世物』、『建設』、『壁画試作』を出品して特待となる。1940年、二科会会友となる。1941年から1944年にかけて兵役に就き、1945年、二科会会員となる。
1948年、第32回二科会展で会員努力賞を受賞。1953年、第38回展で『よろこび』等で同賞を受賞。1965年の第50回展で同賞を受賞。1969年、第54回二科会展で『熱い国の女達』、『果物ワゴン』を出品して東郷青児賞を受賞する。同年、アムステルダムにおける国際造型美術連盟に日本代表として出席。1974年、国際美術連盟日本委員長に就任するなど、美術家の国際交流にも尽力した。
1976年、第61回二科会展で『アラビヤの女』が内閣総理大臣賞を受賞。サロン・ドートンヌ会員となり、1978年、二科会常務理事に就任。1979年から10年に亘って、日本美術家連盟理事長を務める。1984年、第68回二科展出品作『朝の港』で日本芸術院賞を受賞。1990年、日本芸術院会員となる。
裸婦、少女や現代風俗、風景画を得意とし、力強い構図の明快な画風を示した。一貫して逞しく生きる人々を主題として描いている。傍ら、国立競技場、三宅坂ビル、佐久市市庁舎、第百生命本社、松竹本社等に壁画を描いている。
1993年9月10日、心不全のため東京都港区の虎の門病院で死去した。85歳没。

## 出演番組
- 絵画教室（NHK教育）

## 著書
- 『おんなの絵日記 世界のおんな見てあるき』　オリオン社、1964年
- 『寺田竹雄作品集』　三彩社、1971年
- 『洋画 入門から壁画まで』　日貿出版社、1977年